# Bliss (Idaho)
Bliss é uma cidade localizada no estado americano de Idaho, no Condado de Gooding.

## Demografia
Segundo o censo americano de 2000, a sua população era de 275 habitantes. 
Em 2006, foi estimada uma população de 255, um decréscimo de 20 (-7.3%).

## Geografia
De acordo com o United States Census Bureau tem uma área de 
1,3 km², dos quais 1,3 km² cobertos por terra e 0,0 km² cobertos por água. Bliss localiza-se a aproximadamente 997 m acima do nível do mar.

## Localidades na vizinhança
O diagrama seguinte representa as localidades num raio de 40 km ao redor de Bliss. 